# Grand Prix SAR La Princesse Lalla Meryem 2012
Grand Prix SAR La Princesse Lalla Meryem 2012 - жіночий професійний тенісний турнір, що проходив на відкритих кортах з ґрунтовим покриттям. Це був 12-й за ліком турнір. Належав до категорії International в рамках Туру WTA 2012. Відбувся в Фесі (Марокко). Тривав з 23 до 29 квітня 2012 року. кваліфаєр Кікі Бертенс здобула титул в одиночному розряді.

## Учасниці основної сітки в одиночному розряді

### Сіяні пари
| Країна  | Гравчиня                | Рейтинг1 | Сіяна |
| ------- | ----------------------- | -------- | ----- |
| Іспанія | Анабель Медіна Гаррігес | 26       | 1     |
| Росія   | Світлана Кузнецова      | 27       | 2     |
| Чехія   | Петра Цетковська        | 30       | 3     |
| Бельгія | Яніна Вікмаєр           | 31       | 4     |
| Румунія | Сімона Халеп            | 42       | 5     |
| ПАР     | Шанелль Схеперс         | 44       | 6     |
| Чехія   | Клара Закопалова        | 47       | 7     |
| Ізраїль | Шахар Пеєр              | 55       | 8     |

- 1 Рейтинг подано станом на 16 квітня 2012

### Інші учасниці
Нижче наведено учасниць, які отримали вайлдкард на участь в основній сітці:
- Анабель Медіна Гаррігес
- Надя Лаламі
- Фатіма-Захра Ель-Алламі

Нижче наведено гравчинь, які пробились в основну сітку через стадію кваліфікації:
- Кікі Бертенс
- Мелінда Цінк
- Гарбінє Мугуруса Бланко
- Родіонова Аріна Іванівна

Такі тенісистки потрапили в основну сітку як щасливий лузер:
- Матільд Жоанссон

### Відмовились від участі
- Полона Герцог
- Катерина Макарова
- Ксенія Первак

### Знялись
- Фатіма-Захра Ель-Алламі (захворювання кишки)
- Світлана Кузнецова (травма лівого стегна)
- Патріція Майр-Ахлайтнер (травма правого стегна)
- Родіонова Аріна Іванівна (травма лівого зап'ястка)

## Учасниці основної сітки в парному розряді

### Сіяні пари
| Країна    | Гравчиня            | Країна   | Гравчиня                 | Рейтинг1 | Сіяна |
| --------- | ------------------- | -------- | ------------------------ | -------- | ----- |
| Австралія | Анастасія Родіонова | Росія    | Родіонова Аріна Іванівна | 113      | 1     |
| Греція    | Елені Даніліду      | Чехія    | Клара Закопалова         | 135      | 2     |
| Росія     | Ніна Братчикова     | Хорватія | Дарія Юрак               | 141      | 3     |
| Білорусь  | Ольга Говорцова     | Україна  | Ольга Савчук             | 168      | 4     |

- 1 Рейтинг подано станом на 16 квітня 2012

### Інші учасниці
Нижче наведено пари, які отримали вайлдкард на участь в основній сітці:
- Мелінда Цінк /  Шанелль Схеперс
- Фатіма-Захра Ель-Алламі /  Надя Лаламі

Наведені нижче пари отримали місце як заміна:
- Кікі Бертенс /  Аранча Рус

### Відмовились від участі
- Клара Закопалова

### Знялись
- Родіонова Аріна Іванівна (травма лівого зап'ястка)

## Фінальна частина

### Одиночний розряд
- Кікі Бертенс —  Лаура Поус-Тіо, 7–5, 6–0

Для Бертенс це був переший титул за кар'єру.

### Парний розряд
- Петра Цетковська /  Олександра Панова —  Ірина-Камелія Бегу /  Александра Каданцу, 3–6, 7–6(7–5), [11–9]